# كوساي
| A39 | s | y · niwt |

| A39 | s | y · niwt |

| A38 |

| A38 |

كوساي ((بالإغريقية: Κοῦσαι or Κῶς)‏) كانت مدينة في صعيد مصر . كان اسمها المصري القديم qjs (المتغير qsy )، والذي يتم تقديمه تقليديًا Qis أو Kis. وتعرف المدينة اليوم باسم القوصية ، وتقع على الضفة الغربية لنهر النيل في محافظة أسيوط .

## تاريخ
كانت كوساي عاصمة الإقليم الرابع عشر في صعيد مصر.